# Stefan Pfaffe
 (décembre 2023).
Si vous disposez d'ouvrages ou d'articles de référence ou si vous connaissez des sites web de qualité traitant du thème abordé ici, merci de compléter l'article en donnant les références utiles à sa vérifiabilité et en les liant à la section « Notes et références ».
Stefan Pfaffe, né le 22 octobre 1979 à Erfurt (Allemagne de l'Est), est un musicien allemand, ancien membre du groupe de musique électronique Kraftwerk.

## Biographie
Avant de devenir membre officiel de Kraftwerk, il a travaillé pour le studio d'enregistrement du groupe, Kling Klang. Il est en effet mentionné dans les crédits de l'album et du DVD live Minimum-Maximum.
En 2008, Stefan Pfaffe remplace Florian Schneider après le départ de ce dernier, et intègre le groupe sur scène à la même place, à droite. Présent de 2008 à 2012, il est à son tour remplacé par Falk Grieffenhagen en 2013.